# Briefmarken-Jahrgang 1972 der Deutschen Post der DDR
Der Briefmarken-Jahrgang 1972 der Deutschen Post der Deutschen Demokratischen Republik umfasste 66 einzelne Sondermarken, vier Briefmarkenblocks mit jeweils einer Sondermarke und zwei Kleinbogen mit zusammen 12 Sondermarken. Neun Briefmarken wurden zusammenhängend gedruckt; dabei gab es zwei Paare mit innenliegendem Zierfeld. Dauermarken wurden in diesem Jahrgang nicht ausgegeben. Insgesamt gab es 84 unterschiedliche Ausgaben.
Alle Briefmarken-Ausgaben seit 1964 sowie die 2-Mark-Werte der Dauermarkenserie Präsident Wilhelm Pieck und die bereits seit 1961 erschienene Dauermarkenserie Staatsratsvorsitzender Walter Ulbricht waren ursprünglich unbegrenzt frankaturgültig. Mit der Wiedervereinigung verloren alle Marken nach dem 2. Oktober 1990 ihre Gültigkeit.

## Liste der Ausgaben und Motive
Legende
- Bild: Eine bearbeitete Abbildung der genannten Marke. Das Verhältnis der Größe der Briefmarken zueinander ist in diesem Artikel annähernd maßstabsgerecht dargestellt. Sollten keine Marken abgebildet sein, liegt es daran, dass das Urheberrecht des Künstlers noch nicht erloschen ist.
- Beschreibung: Eine Kurzbeschreibung des Motivs und/oder des Ausgabegrundes. Bei ausgegebenen Serien oder Blocks werden die zusammengehörigen Beschreibungen mit einer Markierung versehen eingerückt.
- Wert: Der Frankaturwert der einzelnen Marke in Pfennig. Ein „+“ bedeutet, dass es sich um eine Zuschlagsmarke handelt (= Frankaturwert + Spende).
- Ausgabedatum: Das Datum des erstmaligen Verkaufs dieser Briefmarke.
- Auflage: Soweit bekannt, wird hier die zum Verkauf angebotene Anzahl dieser Ausgabe angegeben.
- Entwurf: Soweit bekannt, wird hier angegeben, von wem der Entwurf dieser Marke stammt.
- Mi.-Nr.: Diese Briefmarke wird im Michel-Katalog unter der entsprechenden Nummer gelistet.

| Sondermarken | |       |                       |            |                      |         |
| Bild         | Beschreibung | Wert  | Ausgabe- datum (1972) | Auflage    | Entwurf              | Mi.-Nr. |
|              | Berühmte Persönlichkeiten (VII) - Johannes Tralow (1882–1968), Schriftsteller und Regisseur | 10    | 25. Januar            | 8.000.000  | Gerhard Stauf        | 1731    |
|              | - Leonhard Frank (1882–1961), Schriftsteller | 20    | 25. Januar            | 6.000.000  | Gerhard Stauf        | 1732    |
|              | - Korla Awgust Kocor (1822–1904), Komponist | 25    | 25. Januar            | 4.000.000  | Gerhard Stauf        | 1733    |
|              | - Heinrich Schliemann (1822–1890), Kaufmann und Altertumsforscher | 35    | 25. Januar            | 5.000.000  | Gerhard Stauf        | 1734    |
|              | - Friederike Caroline Neuber (1697–1760), Schauspielerin und Theaterleiterin | 50    | 25. Januar            | 1.900.000  | Gerhard Stauf        | 1735    |
|              | Unbesiegbares Vietnam (VI) Vietnamesin, Bauern bei der Feldbestellung | 10+5  | 22. Februar           | 5.000.000  | Joachim Rieß         | 1736    |
|              | Minerale aus den Sammlungen der Bergakademie Freiberg (II) - Gips aus der Mansfelder Mulde bei Eisleben | 5     | 22. Februar           | 6.000.000  | Lothar Grünewald     | 1737    |
|              | - Rauchquarz auf Zinnwaldit, Zinnwald (Erzgebirge) | 10    | 22. Februar           | 10.200.000 | Lothar Grünewald     | 1738    |
|              | - Malachit auf Limonit, Ullersreuth, (Vogtland) | 20    | 22. Februar           | 10.200.000 | Lothar Grünewald     | 1739    |
|              | - Amethyst, Wiesenbad (Erzgebirge) | 25    | 22. Februar           | 5.100.000  | Lothar Grünewald     | 1740    |
|              | - Halit, blau mit Sylvin aus Merkers (Rhön) | 35    | 22. Februar           | 6.000.000  | Lothar Grünewald     | 1741    |
|              | - Proustit, Schneeberg (Erzgebirge) | 50    | 22. Februar           | 1.920.000  | Lothar Grünewald     | 1742    |
|              | Leipziger Frühjahrsmesse: 50 Jahre Teilnahme der UdSSR - Ausstellungspavillon der UdSSR, Messezeichen | 10    | 7. März               | 8.000.000  | Gerhard Stauf        | 1743    |
|              | - Staatsflaggen der DDR und UdSSR, Messezeichen | 25    | 7. März               | 5.000.000  | Gerhard Stauf        | 1744    |
|              | 100 Jahre Meteorologen-Versammlungen Diese Marke wurde als Briefmarkenblock ausgegeben: - Meßteil eines Anemographen (1896), erste deutsche Wetterkarte von W. Köppen (1876)                                                        | 20    | 23. März              | 2.500.000  | Manfred Gottschall   | 1745    |
|              | Diese Marke wurde als Briefmarkenblock ausgegeben: - Kreuzdipol des Wetterbild-Empfangssystems „WES 2“, Wolkenaufnahmen eines Satelliten                                                                                            | 35    | 23. März              | 2.500.000  | Manfred Gottschall   | 1746    |
|              | Diese Marke wurde als Briefmarkenblock ausgegeben: - Wettersatellit Meteor, neuzeitliche Wetterkarte | 70    | 23. März              | 2.500.000  | Manfred Gottschall   | 1747    |
|              | Weltgesundheitstag; Welt-Herzmonat Emblem der Weltgesundheitsorganisation (WHO) | 35    | 4. April              | 5.100.000  | Dietrich Dorfstecher | 1748    |
|              | Flugzeuge (II) - Universalhubschrauber Kamow Ka 26 | 5     | 25. April             | 5.000.000  | Bormann              | 1749    |
|              | - Landwirtschaftsflugzeug Z 37 | 10    | 25. April             | 18.000.000 | Bormann              | 1750    |
|              | - Reiseverkehrsmaschine Iljuschin IL 62 | 35    | 25. April             | 5.000.000  | Bormann              | 1751    |
|              | - Düsenflugzeug, Leitwerk | 1 M   | 25. April             | 1.900.000  | Bormann              | 1752    |
|              | Olympische Sommerspiele 1972, München - Ringen | 5     | 16. Mai               | 8.000.000  | Manfred Gottschall   | 1753    |
|              | - Turmspringen | 10+5  | 16. Mai               | 5.000.000  | Manfred Gottschall   | 1754    |
|              | - Stabhochspringen | 20    | 16. Mai               | 13.000.000 | Manfred Gottschall   | 1755    |
|              | - Rudern | 25+10 | 16. Mai               | 3.500.000  | Manfred Gottschall   | 1756    |
|              | - Handball | 35    | 16. Mai               | 7.000.000  | Manfred Gottschall   | 1757    |
|              | - Turnen | 70    | 16. Mai               | 1.900.000  | Manfred Gottschall   | 1758    |
|              | 25 Jahre Gesellschaft für Deutsch-Sowjetische Freundschaft (DSF) - Staatsflaggen der UdSSR und der DDR | 10    | 24. Mai               | 6.000.000  | Joachim Rieß         | 1759    |
|              | - Leonid Breschnew und Erich Honecker, Staatsflaggen | 20    | 24. Mai               | 5.000.000  | Joachim Rieß         | 1760    |
|              | Kongreß des Freien Deutschen Gewerkschaftsbundes (FDGB), Berlin Diese und die folgende Marke wurden als Zusammendruck mit einem dazwischenliegenden Zierfeld ausgegeben: - Arbeiterin und Arbeiter am Schaltpult, Stahlwerk Silbitz | 10    | 24. Mai               | 4.000.000  | Heise                | 1761    |
|              | - Lesende Arbeiterin und Arbeiter, Kulturpalast Dresden | 35    | 24. Mai               | 4.000.000  | Heise                | 1762    |
|              | Internationale Rosenausstellung, Erfurt (I) - „Karneol-Rose“ (Teehybride) | 5     | 13. Juni              | 7.200.000  | Manfred Gottschall   | 1763    |
|              | - „Bergers Rose IGA Erfurt“ (Polyantharose) | 10    | 13. Juni              | 8.100.000  | Manfred Gottschall   | 1764    |
|              | - „Charme“ (Polyantharose) | 15    | 13. Juni              | 1.900.000  | Manfred Gottschall   | 1765    |
|              | - „Izetka Spreeathen“ (Teehybride) | 20    | 13. Juni              | 8.100.000  | Manfred Gottschall   | 1766    |
|              | - „Izetka Köpenicker Sommer“ (Floribundarose) | 25    | 13. Juni              | 4.200.000  | Manfred Gottschall   | 1767    |
|              | - „Professor Knöll“ (Teehybride) | 35    | 13. Juni              | 4.200.000  | Manfred Gottschall   | 1768    |
|              | 500. Geburtstag von Lucas Cranach d. Ä - „Bildnis eines jungen Mannes“ | 5     | 4. Juli               | 7.000.000  | Horst Naumann        | 1769    |
|              | - „Junge Mutter mit Kind“ | 20    | 4. Juli               | 7.000.000  | Horst Naumann        | 1770    |
|              | - Bildnis „Margarete Luther“ | 35    | 4. Juli               | 4.000.000  | Horst Naumann        | 1771    |
|              | - „Ruhende Quellnymphe“ | 70    | 4. Juli               | 1.900.000  | Horst Naumann        | 1772    |
|              | 20 Jahre Gesellschaft für Sport und Technik (GST) - Marschkompass, Motorrad-Patrouillenfahren | 5     | 8. August             | 7.000.000  | Manfred Gottschall   | 1773    |
|              | - Fallschirme, Motor-Kunstflug | 10    | 8. August             | 1.500.000  | Manfred Gottschall   | 1774    |
|              | - Zielscheiben, militärischer Hindernislauf | 20    | 8. August             | 10.500.000 | Manfred Gottschall   | 1775    |
|              | - Amateur-Funkstation, Morsestreifen | 25    | 8. August             | 1.900.000  | Manfred Gottschall   | 1776    |
|              | - Segelschiff, Schiffsschraube | 35    | 8. August             | 5.000.000  | Manfred Gottschall   | 1777    |
|              | Internationale Rosenausstellung, Erfurt (II) Diese Marke stammt aus einem Markenheftchen - „Bergers Rose IGA Erfurt“ (Polyantharose)                                                                                                | 10    | 22. August            | 56.000.000 | Manfred Gottschall   | 1778    |
|              | Diese Marke stammt aus einem Markenheftchen - „Izetka Köpenicker Sommer“ (Floribundarose) | 25    | 22. August            | 14.000.000 | Manfred Gottschall   | 1779    |
|              | Diese Marke stammt aus einem Markenheftchen - „Professor Knöll“ (Teehybride) | 35    | 22. August            | 14.000.000 | Manfred Gottschall   | 1780    |
|              | Internationales Jahr des Buches „Lesender junger Mann“; Gemälde von Jutta Damme | 50    | 22. August            | 4.000.000  | Horst Naumann        | 1781    |
|              | Leipziger Herbstmesse - Tageslicht-Schreibprojektor „Polylux“ | 10    | 29. August            | 7.000.000  | Fritz Deutschendorf  | 1782    |
|              | - Pentacon-Audivision: Automatischer Kleinbildprojektor „Aspectomat J 24 B“ | 25    | 29. August            | 5.000.000  | Fritz Deutschendorf  | 1783    |
|              | 90. Geburtstag von Georgi Dimitrow | 20    | 19. September         | 4.500.000  | Manfred Gottschall   | 1784    |
|              | Internationale Briefmarkenausstellung Interartes, Berlin - „Vogelflugszene“ (Relief), Ägypten (um 2400 vor Chr.) | 10    | 19. September         | 8.000.000  | Manfred Gottschall   | 1785    |
|              | - „Speerträger“ (Relief), Persien (um 500 vor Chr.) | 15+5  | 19. September         | 2.000.000  | Manfred Gottschall   | 1786    |
|              | - „Tierteppich“, Anatolien (um 1400) | 20    | 19. September         | 8.000.000  | Manfred Gottschall   | 1787    |
|              | - „Weintraubenverkäuferinnen in Südfrankreich“ Gemälde von Max Lingner | 35+5  | 19. September         | 4.000.000  | Manfred Gottschall   | 1788    |
|              | Deutsches Rotes Kreuz der DDR Die folgenden drei Marken wurden als Zusammendruck ausgegeben: - Sanitäter leisten Hilfe (Pflegedienst)                                                                                               | 10    | 3. Oktober            | 2.200.000  | Hans Detlefsen       | 1789    |
|              | - Rettungsboot (Wasserrettungsdienst) | 15    | 3. Oktober            | 2.200.000  | Hans Detlefsen       | 1790    |
|              | - Rotes Kreuz mit eingezeichneten Erdteilen, Transportmittel für Hilfsgüter | 35    | 3. Oktober            | 2.200.000  | Hans Detlefsen       | 1791    |
|              | Erd- und Himmelsgloben - Arabischer Himmelsglobus (1279) | 5     | 17. Oktober           | 6.000.000  | Dietrich Dorfstecher | 1792    |
|              | - Erdglobus von J. Praetorius (1568) | 10    | 17. Oktober           | 10.000.000 | Dietrich Dorfstecher | 1793    |
|              | - Globusuhr von J. Reinhold und G. Roll (1586) | 15    | 17. Oktober           | 1.900.000  | Dietrich Dorfstecher | 1794    |
|              | - Globusuhr von J. Bürgi (1590) | 20    | 17. Oktober           | 8.000.000  | Dietrich Dorfstecher | 1795    |
|              | - Armillarsphäre von J. Möller (1687) | 25    | 17. Oktober           | 5.000.000  | Dietrich Dorfstecher | 1796    |
|              | - Heraldischer Himmelsglobus (1690) | 35    | 17. Oktober           | 4.000.000  | Dietrich Dorfstecher | 1797    |
|              | Internationale Mahn- und Gedenkstätten Denkmal für den gemeinsamen Kampf der polnischen Soldaten und deutschen Antifaschisten, Berlin Volkspark Friedrichshain                                                                      | 25    | 24. Oktober           | 4.000.000  | Platzer              | 1798    |
|              | Zentrale Messe der Meister von Morgen (MMM), Leipzig Diese und die folgende Marke wurden als Zusammendruck mit einem dazwischenliegenden Zierfeld ausgegeben: - Lernende junge Arbeiter                                             | 10    | 2. November           | 2.200.000  | Joachim Rieß         | 1799    |
|              | - Jugendliche an einer Reibschweißmaschine | 25    | 2. November           | 2.200.000  | Joachim Rieß         | 1800    |
|              | Märchen (VII): Die Schneekönigin Diese und die folgenden fünf Marken wurden als Kleinbogen ausgegeben: Wintermärchen von Hans Christian Andersen - Szene aus dem Märchen                                                            | 5     | 28. November          | 2.000.000  | Bläser               | 1801    |
|              | - Szene aus dem Märchen | 10    | 28. November          | 2.000.000  | Bläser               | 1802    |
|              | - Szene aus dem Märchen | 15    | 28. November          | 2.000.000  | Bläser               | 1803    |
|              | - Szene aus dem Märchen | 20    | 28. November          | 2.000.000  | Bläser               | 1804    |
|              | - Szene aus dem Märchen | 25    | 28. November          | 2.000.000  | Bläser               | 1805    |
|              | - Szene aus dem Märchen | 35    | 28. November          | 2.000.000  | Bläser               | 1806    |
|              | Figuren des Kinderfernsehens der DDR Diese und die folgenden fünf Marken wurden zusammen als Kleinbogen ausgegeben: - Mauz und Hoppel                                                                                               | 5     | 28. November          | 2.000.000  | Bläser               | 1807    |
|              | - Fuchs und Elster | 10    | 28. November          | 2.000.000  | Bläser               | 1808    |
|              | - Herr Uhu | 15    | 28. November          | 2.000.000  | Bläser               | 1809    |
|              | - Frau Igel und Borstel | 20    | 28. November          | 2.000.000  | Bläser               | 1810    |
|              | - Schnuffel und Pieps | 25    | 28. November          | 2.000.000  | Bläser               | 1811    |
|              | - Paulchen aus der Kinderbibliothek | 35    | 28. November          | 2.000.000  | Bläser               | 1812    |
|              | 50 Jahre Union der Sozialistischen Sowjetrepubliken Staatswappen der UdSSR | 20    | 5. Dezember           | 5.000.000  | Lothar Grünewald     | 1813    |
|              | 175. Geburtstag von Heinrich Heine Diese Marke wurde als Briefmarkenblock ausgegeben: Heinrich Heine, Dichter und Satiriker | 1 M   | 5. Dezember           | 2.500.000  | Dietrich Dorfstecher | 1814    |

Es gibt keine Kleinbogen und Zusammendrucke